# Michael Dell
Michael Saul Dell (sinh ngày 23 tháng 2 năm 1965 ở Houston, Texas) là nhà sáng lập và giám đốc điều hành tập đoàn Dell Inc (vào ngày 3 tháng 5 năm 1984), Dell là công ty máy tính đứng đầu thế giới với doanh thu 56,74 tỷ đô (2006). Hiện nay ông là chủ tịch của Dell, với mức lương hàng năm là 3,4 triệu đô la Mỹ (2003), trong khi tổng giá trị của công ty là 18 tỷ đô la (2006).

## Thời thơ ấu
Là con của một bác sĩ chỉnh răng, Michael Dell được sinh ra trong một gia đình Do Thái cao cấp. Cấp 1, Michael học ở trường Herold Elementary School ở Houston, Texas. Dell lần đầu gặp gỡ chiếc máy tính lúc 15 tuổi, khi đó Michael đã tháo tung chiếc máy tính Apple II còn mới toanh và rồi thì ráp lại, chỉ để thấy rằng mình có thể làm được chuyện đó. Michael học trường trung học Memorial High School, nơi mà ông học tập theo lối sách vở không được tốt lắm. Sau khi tốt nghiệp, Michael Dell nhập học tại Đại học Texas tại Austin, dự định trở thành một bác sĩ, nhưng đã bỏ đi ý tưởng đó khi ông được trải nghiệm những thành công đầu tiên trong lĩnh vực máy tính và kỹ thuật.

## Sự nghiệp
Trong khi học tập ở trường, ông mở một công ty máy tính có tên là PC’s Limited tại căn phòng của ông ở Dobie Center. Công ty trở nên thành công đến nỗi, với một khoản vay thêm từ ông bà, Dell nghỉ học ở tuổi 19 để điều hành PC’s Limited, sau này trở thành Tổ hợp Máy tính Dell, cuối cùng chuyển thành tập đoàn Dell.
Vượt qua thời gian, và mặc dù gặp một số trở ngại (bao gồm sự hết hàng laptop năm 1993, và để mất thị trường tiêu dùng vào tay Gateway và một số hãng khác trong một thời gian), Dell đã hồi phục và trở thành nhà sản xuất máy tính có doanh lợi lớn nhất thế giới, với doanh số bán hàng là 49 tỷ đô la, lợi nhuận 3 tỷ đô la vào năm 2004. Khi Dell mở rộng các dòng sản phẩm của mình, các cổ đông bỏ phiếu để đổi tên tổ hợp thành Tập đoàn Dell vào năm 2003.
Vào ngày 3 tháng 4 năm 2004, ông rời ghế giám đốc điều hành, nhưng vẫn là chủ tịch tập đoàn, để Kevin Rollins, trước đó là Trợ lý Giám đốc điều hành, lên thay thế. Vào ngày 31 tháng 1 năm 2007, Michael Dell được tái bổ nhiệm vào vị trí giám đốc điều hành của Dell.
Những đóng góp cho Dell bao gồm: "Doanh nhân của Năm" của tạp chí Inc.; "Nhân vật của Năm" của tạp chí PC; "Giám đốc điều hành của năm" của tạp chí Financial World và tạp chí Industry Week. Tại một bài thuyết trình trước Hội Kinh tế Detroit tháng 11 năm 1999, Dell định nghĩa khái niệm "3C’s" của thương mại điện tử (content - nội dung, commerce – thương mại, community - cộng đồng) trong khi nói về những kĩ năng chào hàng cho một khách hàng cao cấp thông qua Internet.
Năm 2002, ông nhận bằng Tiến sĩ danh dự ngành Khoa học Kinh tế của Đại học Limerick, nhờ vào những đầu tư của ông vào Ireland và những cộng đồng địa phương cùng với những ủng hộ của ông cho những sáng kiến mang tính giáo dục.

## Công ty đầu tư của Dell
Năm 1998, Michael Dell sáng lập ra MSD Capital LP, một đội đầu tư tư nhân, để đầu tư vào những công ty nhỏ khác nhau vì lợi ích của Dell. Dựa trên nhiều bản báo cáo, đội này chuyên về phần đầu tư "giai đoạn sau" hơn là đầu tư vào các công ty mới.

## Hoạt động từ thiện
Vào ngày 15 tháng 5 năm 2006, Đại học Texas thông báo là đã nhận được khoản tài trợ 50 triệu đô la từ Quỹ Michael và Susan Dell để "đem lại nền giáo dục và y tế tốt nhất cho trẻ em ở Austin". Khoản tài trợ này sẽ được dùng đề xây dựng 3 tiện nghi mới tại đại học. Thứ nhất là Viện Nghiên cứu Nhi khoa Dell, được trông đợi là sẽ giúp đỡ thêm cho Trung tâm Y tế Trẻ em Dell nằm gần đó. Tiện nghi thứ hai là toà nhà khoa học máy tính trong khuôn viên của ký túc xá, lấy tên là Hội trường khoa học máy tính Dell. Cuối cùng là Trung tâm Michael và Susan Dell để ủng hộ lối sống khỏe mạnh, dự định sẽ dùng để tìm ra những yếu tố ảnh hưởng đến sự phát triển thuở nhỏ.

## Đời sống cá nhân
Năm 2007, Forbes ước tính tài sản của Dell vào khoảng 15,8 tỷ đô la và là người giàu thứ 30 trên thế giới, thứ 9 ở Mỹ.
Dell hiện tại sống ở Austin, Texas cùng với vợ, Susan Dell và 4 người con. Ông có ba con gái: Kira, Alexa, Juliette và một con trai Zachary.